# Golczewo
Golczewo é um município da Polônia, na voivodia da Pomerânia Ocidental e no condado de Kamień. Estende-se por uma área de 7,42 km², com 2 709 habitantes, segundo os censos de 2016, com uma densidade de 365,1 hab/km².